# Zords in Power Rangers: S.P.D.
De Zords in Power Rangers: S.P.D. waren in eerste instantie gebaseerd op politievoertuigen. Later kwamen er ook een motorfiets en vijf ruimteschepen bij, en kon de basis van de Rangers een Megazord worden.

## Delta Runners
De Delta Runners waren de primaire zords van de Rangers. In het begin werden deze zords gebruikt door de A-Squad, maar later door de B-Squad Rangers.
- Delta Runner 1 (Rood), bestuurd door Jack. Delta Runner 1 is een politieauto me 6 wielen. De zord heeft armen dit uit kunnen rekken om de megazord te vormen.

- Delta Runner 2 (Blauw), bestuurd door Sky. Delta Runner 2 is een futuristische helikopter of gyro-copter. Deze zord is uitgerust met een laser en reddingskabel.

- Delta Runner 3 (Groen), bestuurd door Bridge. Delta Runner 3 is een truck. De trailer bevat de Mega Blaser en een onderdeel van het Delta Sword. De Zord kan het fire Super Crime Scene Tape afvuren.

- Delta Runner 4 (geel), bestuurd door Z. Delta Runner 4 is een “hazard vehicle”. De lampen op deze zord kunnen een vijand verblinden en een onderdeel van het Delta Sword vormen. Deze zord kan ook over water rijden, maar dat werd in de serie niet getoond.

- Delta Runner 5 (Roze), bestuurd door Sydney. Delta Runner 5 is een buggyachtig voertuig dat het elektronische bord op zijn dak gebruikt om het verkeer te leiden. Het bord is ook een Judgement Scanner om te bepalen of een vijand schuldig of onschuldig is.

### Delta Squad Megazord
De Delta Squad Megazord is de primaire Megazord van de S.P.D. en al zijn wapens zijn gebaseerd op ordehandhaving. Delta Runner 1 vormt het hoofd, torso, sirene borstplaat en de bovenkant van de benen, Delta Runners 4 en 5 de armen en Delta Runners 2 en 3 de benen. Wapens van deze megazord zijn de Mega Blaster en Delta Sword. De megazord beschikt over een enorme versie van de Judgement Scanner om te bepalen of een vijand schuldig of onschuldig is. Tevens beschikt de megazord over enorme handboeien die een vijand weer kunnen doen krimpen tot normaal formaat.
De Delta Squad megazord werd vernietigd door de S.P.D. A-Squad's Megazord.

## Delta Base
De Delta Base is het hoofdkwartier van de S.P.D. op Aarde, en opslagruimte van de andere zords.

### Delta Command Crawler
D Delta Base kan transformeren tot de Delta Command Crawler. In deze vorm kan hij in enkele seconden rond de wereld reizen, en beschikt over krachtige kanonnen. De Delta Command is een typische “Transportzord” en derhalve veel groter dan de normale zords.

### Delta Command Megazord
De laatste en sterkste transformatie van de Delta Base. De Delta Command Megazord is een van de grootste Megazords die er bestaat (minimaal twee keer groter dan de standaard Megazords). De Delta Command kan krachtige lasers afvuren uit zijn vingertoppen (in de Dekaranger versie waren dit raketten), en energiestralen uit de panelen op zijn knieën. De Megazords sterkste wapen is een energiestraal afgevuurd uit de panelen op zijn torso. De Delta Command Megazord wordt meestal bestuurd door Shadow Ranger, maar heeft ook extra controlepanelen voor de vijf hoofdrangers en de Omega Ranger.

## Omegamax Cycle
Een futuristische Zord bestuurd door de Omega Ranger. De Omegamax Cycle is een enorme motorfiets die als transportmiddel kan dienen voor de Delta Squad Megzord. Hij kan ook veranderen in een sterke Megazord.

### Omegamax Megazord
De Omegamax Megazord kan veranderen in de sterke en vooral snelle Omegamax Megazord. De Omegamax Megazord is gewapend met twee messen/zwaarden. De handen op zijn torso kunnen aanvallen reflecteren.
De Omegamax Megazord werd in de laatste aflevering ingezet tegen de A-Squad Rangers in hun nieuwe Megazord, maar werd gemakkelijk verslagen. Het is niet bekend of de Megazord dit gevecht heeft overleefd.
Een speelgoedversie van de Omegamax Megazord werd per ongeluk Omega Megazord genoemd. Die naam was al gebruikt in Power Rangers: Lightspeed Rescue.

## Deltamax Megazord
De Omagamax Cycle kan combineren met de Delta Squad Megazord om de Deltamax Megazord te vormen. De Deltamax Megazord heeft supersonische snelheid en kan vijanden verslaan met de Hyper Speed Punch aanval.

## S.W.A.T. Flyers
De S.W.A.T. Flyers zijn vijf ruimteschepen die de Rangers kregen toen ze tegen meerdere robots moesten vechten:
- S.W.A.T. Flyer 1, bestuurd door Jack.

- S.W.A.T. Flyer 2, bestuurd door Sky.

- S.W.A.T. Flyer 3, bestuurd door Bridge.

- S.W.A.T. Flyer 4, bestuurd door Z.

- S.W.A.T. Flyer 5, bestuurd door Syd.

### S.W.A.T. Megazord
De S.W.A.T. Megazord is de combinatie van de S.W.A.T. Flyers. De S.W.A.T. Megazord kan vliegen en is gewapend met twee vuurwapens. S.W.A.T. Flyers 4 en 5 vormen de voeten, S.W.A.T. Flyers 2 en 3 splitsen en vormen respectievelijk armen en benen en S.W.A.T. Flyer 1 vormt hoofd en torso. De S.W.A.T. Megazord overleefde maar net zijn gevecht met Omni.

### S.W.A.T. Flyer Cannon
De tweede transformatieoptie van de S.W.A.T. flyers. Dit kanon kan als wapen worden gebruikt door de andere megazords. SWAT Flyers 1-4 vormen de loop van het kanon en Flyer 2 het handvat.

## S.P.D. Blast Buggy
Deze zord kwam niet voor in de Amerikaanse versie, maar wel in de Japanse. Dit was de zord van Kat Ranger, een oranje/gouden Delta Runner met twee lasers bovenop. De Blast Buggy kan combineren met de Delta Squad Megazord om de Delta Blast Megazord te vormen. Hij is gebaseerd op de gelijknamige mecha uit Tokusou Sentai Dekaranger the Movie: Full Blast Action.